# نادي الوفاق
نادي الوفاق الرياضي هو نادي رياضي فلسطيني من قطاع غزة أسس عام 2007، ويلعب كرة القدم في دوري قطاع غزة للدرجة الثانية.

## دمار مقر النادي في حرب أيار 2021
تعرض مقر النادي للقصف الإسرائيلي في المواجهات الفلسطينية الإسرائيلية التي اندلعت في أيار 2021، ما أدي إلى إلحاق أضرار كبيرة بمرافقه.

## روابط خارجية
- صفحة النادي على موقع فيسبوك